# Deutsche Fußballmeisterschaft 1922/1923
Šestnáctý ročník Deutsche Fußballmeisterschaft (Německého fotbalového mistrovství) se konal od 6. května do 10. června 1923.
Turnaje se zúčastnilo sedm klubů. Vítězem turnaje se stal poprvé ve své historii Hamburger SV, který porazil ve finále SC Union 06 Oberschöneweide 3:0.